# 이유 없는 반항 (1955년 영화)
《이유 없는 반항》(영어: Rebel Without a Cause)은 1955년 개봉한 미국의 드라마 영화이다.

## 줄거리
1950년대 중반 로스앤젤레스. 십대 소년 짐 스타크는 공공장소에서 술에 취한 혐의로 청소년 경찰서에 연행된다. 그곳에서 그는 강아지 여러 마리를 죽인 혐의로 잡혀온 존 "플라토" 크로포드, 그리고 통행금지 위반으로 잡혀온 주디를 만나게 된다. 세 사람은 각자 경찰에게 자신들의 집안 문제와 감정적인 고통을 털어놓는다.
짐은 부모의 끊임없는 다툼, 특히 아버지 프랭크가 어머니 캐럴에게 주도권을 빼앗긴 채 소극적인 태도를 보이는 데 깊은 상처를 받고 있다. 여기에 프랭크의 간섭 심한 어머니까지 더해져 상황은 더욱 복잡해진다. 경찰관 레이 프레믹에게 짐은 이런 내면의 갈등을 털어놓는다.
주디는 이제 자신이 어린 딸이 아니라는 이유로 아버지가 자신을 무시한다고 느끼며, 관심을 끌기 위해 과하게 화려한 옷차림을 하지만, 오히려 아버지로부터 "더러운 계집애"라는 모욕적인 말을 듣는다. 플라토는 어릴 적 아버지가 가족을 떠난 후, 대부분의 시간을 집사와 함께 보내며 외로움에 시달리고 있다.
다음 날 짐은 새로 전학 간 도슨 고등학교로 가는 길에 주디를 다시 만나 차를 태워주려 하지만, 주디는 무심한 듯 그의 제안을 거절하고 불량 학생 무리, 그중에서도 리더인 버즈 군더슨과 함께 떠난다. 짐은 학교에서 따돌림을 당하지만, 플라토는 그런 짐을 따르며 우상처럼 생각하게 된다.
학교 견학 중 방문한 그리피스 천문대에서 버즈는 짐에게 싸움을 걸고, 두 사람은 칼싸움을 벌인다. 결국 짐이 버즈의 칼을 떨어뜨리고 자신의 칼도 던지며 싸움을 끝낸다. 하지만 체면을 중시한 버즈는 자신을 증명하기 위해 "치키 런"이라 불리는 위험한 자동차 경주를 절벽에서 벌이자고 제안한다.
짐은 집에서 아버지에게 위험한 상황에서 명예를 지키는 법에 대해 은근히 묻지만, 프랭크는 충돌을 피하라는 소극적인 조언만 한다. 그날 밤, 치키 런이 벌어지고, 버즈는 차에서 탈출하지 못한 채 절벽 아래로 추락해 목숨을 잃는다. 경찰이 현장에 도착하자 다른 학생들은 도망가고, 짐은 남겨진 주디를 설득해 함께 자리를 피한다.
짐은 자신이 버즈의 사고에 관련되어 있었음을 부모에게 고백하고 자수할 의사를 밝힌다. 그러나 어머니 캐럴은 이사하자며 상황을 외면하고, 이에 짐은 아버지 프랭크에게 자신을 위해 한 번만이라도 제대로 맞서 달라고 애원한다. 프랭크가 끝내 소극적인 태도로 일관하자 짐은 격분하여 그를 밀치고 집을 나선다. 그는 곧바로 경찰서에 가지만, 접수 담당 경찰은 그의 자수 의지를 받아주지 않는다.
짐이 다시 집으로 돌아오자 주디가 그를 기다리고 있다. 그녀는 또래 집단의 압력 때문에 짐에게 차갑게 대했던 것을 사과하고, 둘은 점점 가까워지며 사랑의 감정을 느끼게 된다. 각자의 가정을 떠나기로 결심한 두 사람은 플라토가 말했던 버려진 저택으로 향한다.
한편, 버즈의 친구들 셋이 플라토를 찾아와 짐이 경찰에 이르렀다고 오해하며 그의 주소록을 훔친 뒤 짐을 쫓는다. 이에 불안과 분노에 사로잡힌 플라토는 집에서 어머니의 권총을 들고 나와, 짐과 주디를 찾아 저택으로 향한다. 세 사람은 저택에서 잠시 가족처럼 행동하며 현실을 잊는다. 플라토는 곧 잠들고, 짐과 주디는 저택을 둘러보며 첫 키스를 나눈다.
그러나 버즈의 친구들이 플라토를 찾아내어 깨우자, 놀란 플라토는 총을 쏴 한 명을 다치게 한다. 짐은 그를 진정시키려 하지만, 플라토는 짐이 자신을 저버렸다고 생각하며 도망친다. 플라토는 그리피스 천문대로 달아나 문을 잠그고 숨어버린다.
이윽고 경찰과 함께 프레믹 경위, 그리고 짐의 부모도 그곳에 도착한다. 짐과 주디는 플라토를 따라 천문대 안으로 들어가, 짐은 플라토에게 총 대신 자신이 입고 있던 붉은 재킷을 건네며 안심시키고, 몰래 총알을 빼낸다. 플라토는 마침내 밖으로 나올 결심을 한다.
그러나 경찰은 플라토가 아직도 총을 들고 있다고 판단해 그를 향해 총을 발사하고, 결국 플라토는 목숨을 잃는다. 짐은 깊은 슬픔에 빠지고, 프랭크는 아들을 꼭 끌어안으며 진심으로 변화할 것을 약속한다. 부모와의 갈등이 해소된 짐은 주디를 부모에게 소개하며 새로운 관계의 시작을 알린다.

## 출연
- 제임스 딘 - 짐
- 내털리 우드 - 주디
- 살 미네오 - 플래토
- 에드워드 플랫 - 레이
- 코리 앨런 - 버즈
- 짐 바쿠 - 아빠
- 앤 도런 - 엄마

## KBS 성우진 (1997년 5월 10일)
- 장세준 - 짐(제임스 딘)
- 최덕희 - 주디(내털리 우드)
- 강수진 - 플래토(살 미네오)
- 설영범 - 레이(에드워드 플랫)
- 홍승섭 - 버즈(코레이 알렌)
- 노민 - 아빠(짐 바쿠)
- 박민아 - 엄마(앤 도란) / 주디의 엄마(로셀 허드슨)
- 임수아 - 유모(마리에타 캔티)
- 김태연 - 교수(이안 울프) / 주디의 아빠(윌리엄 호퍼)
- 성선녀 - 선생님(엘미라 시시온스)
- 김일 - 버즈의 친구(프랭크 마졸라)
- 한호웅 - 버즈의 친구(닉 아담스)